# El Jebha

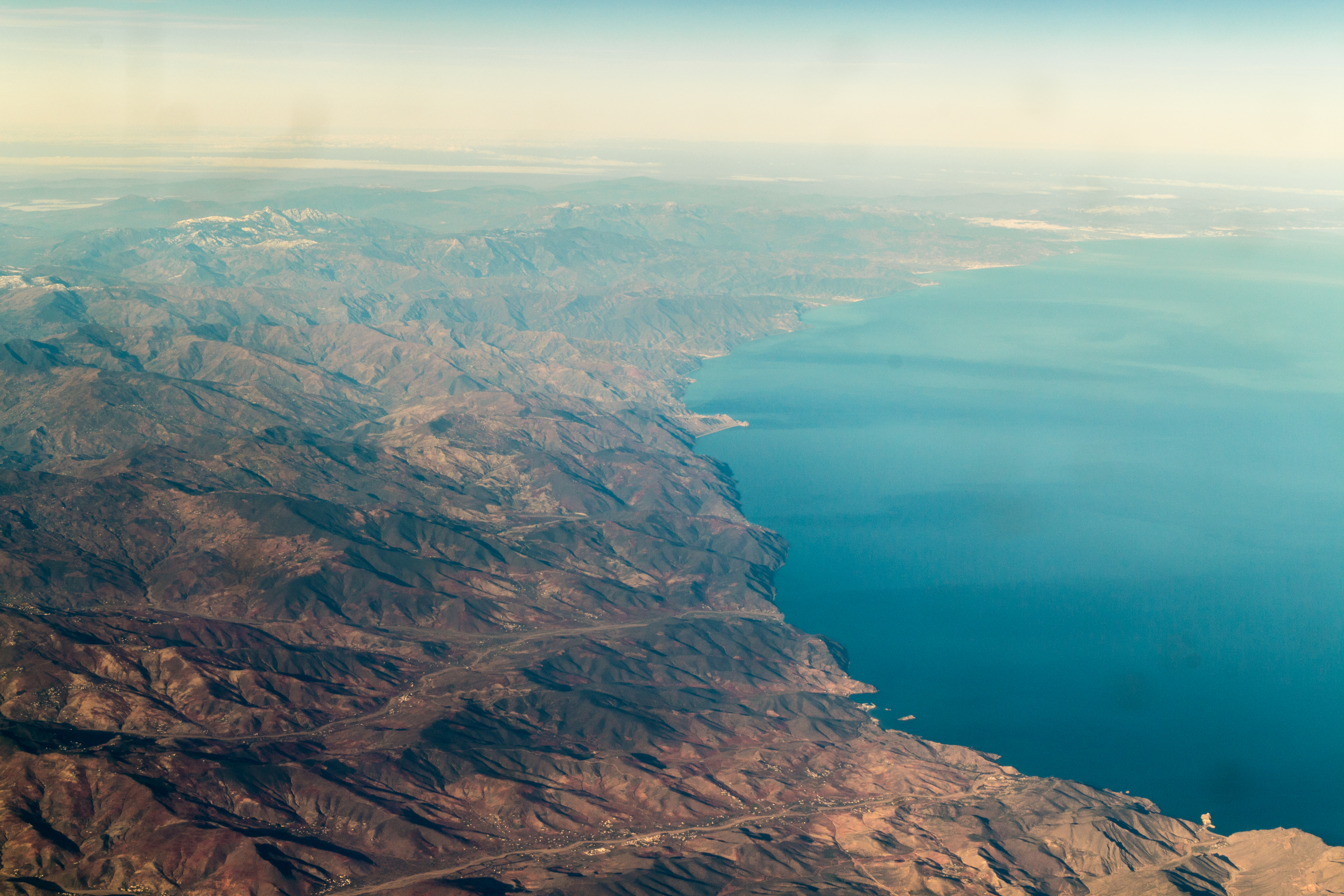
Luftbild von Bades über El Jebha bis Tétouan mit Rif-Gebirge, Tanger-Tétouan Region (2014)

El Jebha oder nur Jebha (arabisch الجبهة al jibha, spanisch Puerto Capaz, Zentralatlas-Tamazight ⵍⵊⴱⵀⴰ Ljebha) ist eine kleine Hafenstadt in der Provinz Chefchaouen in der Region Tanger-Tétouan-Al Hoceïma an der Mittelmeerküste Marokkos.

## Lage und Klima
El Jebha liegt ca. 1,5 km östlich der Mündung des Oued Ouringa am Nordhang des Rif-Gebirges ca. 120 km (Fahrtstrecke) südöstlich von Tétouan bzw. ca. 110 km westlich von Al Hoceïma. Das überwiegend milde bis warme Klima ist in hohem Maße vom Mittelmeer geprägt; Regen (ca. 300–400 mm/Jahr) fällt hauptsächlich im Winterhalbjahr.

## Bevölkerung
| Jahr      | 1994  | 2004 | 2014 | 2024 |
| Einwohner | k. A. | 2984 | 3757 | 4471 |

Der leichte Bevölkerungsanstieg ist hauptsächlich auf die Zuwanderung von Familien aus dem Rifgebirge zurückzuführen.

## Wirtschaft
Fischerei und Handel sind die Hauptwirtschaftszweige der kleinen Hafenstadt; Markttag ist dienstags (tleta). Seit den 1980er Jahren spielt auch der Tourismus eine gewisse Rolle im Wirtschaftsleben der Kleinstadt.

## Geschichte
Von 1912 bis 1956 war El Jebha Bestandteil der spanischen Protektoratszone über den Norden Marokkos.

## Sehenswürdigkeiten
- El Jebha verfügt über eine neue Moschee.
- In der näheren Umgebung des Ortes gibt es mehrere Sandstrände.